# 德島自動車道
德島自動車道（日语：／ Tokushima jidōshadō */?）是以德島縣鳴門市鳴門系統交流道為起點，至愛媛縣四國中央市川之江東系統交流道，總長106.2公里的高速公路。略稱為德島道（日语：／ Tokushimadō */?）。
本道路之高速公路路線編號在鳴門系統交流道 - 德島系統交流道（建設中）間與高松自動車道、松山自動車道（川之江系統交流道 - 松山交流道間）共同編為 E11，德島系統交流道（建設中）- 川之江東系統交流道間與高知自動車道（川之江系統交流道 - 高知交流道間）共同編為 E32。

## 概要
國土開發幹線自動車道的路線名在鳴門系統交流道 - 德島交流道間為四國橫斷自動車道的一部份；在德島交流道 - 川之江東系統交流道間則是四國縱貫自動車道的一部分。
2000年3月11日，境目嶺的新境目隧道貫通，井川池田交流道 - 川之江東系統交流道間通車，自此連接四國四縣的縣廳所在地X型路網（通稱為X Highway／）完成。
幾乎全線都沿著吉野川走行，相對於國道192號沿著吉野川右岸（南側）走行，德島道除了在三好市内，大致沿吉野川左岸（北側）的山區表面走行。
土成交流道 - 阿波停車區間有6座連續的隧道。連續95公里為暫定2車道（未來預定為完成4車道），道路規格與設計速度在鳴門系統交流道 - 脇町交流道為第1種第2級、100 km/h，脇町交流道 - 川之江東系統交流道為第1種第3級、80 km/h。全線除交流道附近外，速限為70 km/h。

## 交流道
- 交流道（IC）編號欄的背景色為■顯示該部分道路已經啟用。設施名欄的背景色為■顯示該部分設施尚未啟用、休止或廢除。未開通路段的名稱為臨時名稱。
- 智能交流道（SIC）以背景色■顯示。
- 未有特別標出路線名稱為市道。
- 巴士站（BS），○/●為使用中，◆為停用中設施。無標示者為未設置巴士站。
土成BS與美馬BS設於交流道設施外，故以△顯示。
- IC為交流道的簡寫，SIC為智能交流道的簡寫，JCT為公路分岔點（日语：ジャンクション (道路)）的簡寫，SA為服務區的簡寫，PA為停車區（日语：パーキングエリア）的簡寫，TB為公路收費站的簡寫，BS為巴士站的簡寫。

| IC編號 | 中文設施名          | 日文設施名 | 英文設施名 | 接續路線名                                       | 起點起計 （公里） | BS | 備註                                                 | 所在地            | 所在地            | 所在地            |
| ------ | ------------------- | ---------- | ---------- | ------------------------------------------------ | ----------------- | -- | ---------------------------------------------------- | ----------------- | ----------------- | ----------------- |
| 7      | 鳴門JCT             |            |            | E11 高松自動車道                                 | 300.0             | -  | 鳴門IC與E28 神戶淡路鳴門道接續                       | 德島縣            | 鳴門市            | 鳴門市            |
| 1-1    | 松茂PA/SIC          |            |            | 德島縣道40號德島機場線                           | 302.5             |    |                                                      | 德島縣            | 板野郡 松茂町     | 板野郡 松茂町     |
| 8      | 德島JCT             |            |            | E55 德島南部自動車道                             | 308.5             | -  |                                                      | 德島縣            | 德島市            | 德島市            |
| 1      | 德島IC              |            |            | 國道11號（吉野川繞道）                           | 310.1             |    | 距離標至310.2KP為止，0.1KP起重新計算                 | 德島縣            | 德島市            | 德島市            |
| -      | 德島TB              |            |            | -                                                | 3.1               | -  | 2013年6月4日廢除                                     | 德島縣            | 德島市            | 德島市            |
| 2      | 藍住IC              |            |            | 德島縣道·香川縣道1號德島引田線                   | 9.1               |    |                                                      | 德島縣            | 板野郡            | 藍住町            |
| -      | 上板SA              |            |            | -                                                | 15.9 16.7         | ○  | 下行線 上行線                                        | 德島縣            | 板野郡            | 上板町            |
| 3      | 土成IC              |            |            | 國道318號                                        | 22.3              | △  |                                                      | 德島縣            | 阿波市            | 阿波市            |
| -      | 阿波SIC             |            |            |                                                  |                   |    | 只限德島方向出入口 興建中                            | 德島縣            | 阿波市            | 阿波市            |
| -      | 阿波PA              |            |            | -                                                | 37.1 37.4         | ○  | KP為上段上行線、下段下行線                           | 德島縣            | 阿波市            | 阿波市            |
| 4      | 脇町IC              |            |            | 國道193號（香南脇道路（候補路線）                | 41.2              | ○  |                                                      | 德島縣            | 美馬市            | 美馬市            |
| 5      | 美馬IC              |            |            | 國道438號                                        | 52.7              | △  |                                                      | 德島縣            | 美馬市            | 美馬市            |
| 5-1    | 吉野川SA/SIC 三好BS |            |            | 德島縣道266號晝間辻線（途經町道）                | 68.5              | ○  | 併設吉野川公路綠洲 SIC於6 - 22時不存在IC編號的標識   | 德島縣            | 三好郡 東三好町   | 三好郡 東三好町   |
| 6      | 井川池田IC          |            |            | 國道32號（善通寺池田道路（候補路線）） 國道192號 | 73.8              |    |                                                      | 德島縣            | 三好市            | 三好市            |
| -      | 池田PA              |            |            | -                                                | 86.8              |    |                                                      | 德島縣            | 三好市            | 三好市            |
| 7      | 川之江東JCT         |            |            | E32 高知自動車道                                 | 95.3              | -  | 距離標至95.5KP為止 川之江JCT與E11 高松道、松山道接續 | 愛媛縣 四國中央市 | 愛媛縣 四國中央市 | 愛媛縣 四國中央市 |

- 鳴門系統交流道 - 德島交流道間的里程碑以300K為基準設置。
- 里程碑在德島交流道重新計算，但未設置0K里程碑而從0.1K開始。另外，310.2K與0.1K間的距離實為0.2公里。

## 歷史
- 1994年（平成6年）3月17日：藍住交流道 - 脇町交流道間通車。
- 1995年（平成7年）8月9日：德島交流道 - 藍住交流道間通車，上板服務區啟用。
- 1997年（平成9年）12月3日：脇町交流道 - 美馬交流道間通車，阿波停車區啟用。
- 1999年（平成11年）3月30日：美馬交流道 - 井川池田交流道間通車。
- 2000年（平成12年）3月11日：井川池田交流道 - 川之江東系統交流道間通車[5]，同時與高知自動車道連接，完成X型高速公路路網[6]。
- 2004年（平成16年）10月31日：吉野川服務區內的吉野川智慧型交流道開始實施社會實驗。
- 2006年（平成18年）10月1日：吉野川智慧型交流道永久化，正式啟用。
- 2013年（平成25年）6月4日：廢除德島收費站。自此新設德島交流道收費站啟用。
- 2015年（平成27年）3月14日：鳴門系統交流道 - 德島交流道間通車[7]，自此全線通車。

## 路線狀況

### 車道、速限與收費
幾乎全線為暫定2車道，一部分路段為4車道。
| 區間                                | 車道 上下線=上行線+下行線 | 速限    | 通行費 |
| ----------------------------------- | ------------------------- | ------- | ------ |
| 鳴門系統交流道 - 川之江東系統交流道 | 2=1+1 （暫定2車道）       | 70 km/h | 收費   |

### 主要橋梁與隧道
| 區間                            | 構造物名     | 長度    | 長度    |
| 區間                            | 構造物名     | 上行線  | 下行線  |
| ------------------------------- | ------------ | ------- | ------- |
| 松茂停車區 - 德島交流道         | 今切川橋     | 1,180 m |         |
| 德島交流道 - 藍住交流道         | 德島高架橋   |         | 1,272 m |
| 德島交流道 - 藍住交流道         | 德命高架橋   |         | 1,693 m |
| 藍住交流道 - 上板服務區         | 東中富高架橋 |         | 564 m   |
| 土成交流道 - 阿波停車區         | 水田第1隧道  |         | 540 m   |
| 土成交流道 - 阿波停車區         | 切幡隧道     |         | 700 m   |
| 土成交流道 - 阿波停車區         | 上喜來高架橋 |         | 696 m   |
| 脇町交流道 - 美馬交流道         | 野村谷川橋   | 528.5 m |         |
| 美馬交流道 - 吉野川服務區       | 河内谷川橋   | 525 m   |         |
| 美馬交流道 - 吉野川服務區       | 太刀野隧道   | 2,400 m |         |
| 美馬交流道 - 吉野川服務區       | 宮之岡橋     | 548 m   |         |
| 吉野川服務區 - 井川池田交流道   | 吉野川橋     |         | 853 m   |
| 井川池田交流道 - 池田停車區     | 池田隧道     |         | 1,280 m |
| 井川池田交流道 - 池田停車區     | 新山隧道     |         | 890 m   |
| 井川池田交流道 - 池田停車區     | 池田湖大橋   |         | 705 m   |
| 井川池田交流道 - 池田停車區     | 白地隧道     |         | 2,892 m |
| 池田停車區 - 川之江東系統交流道 | 新境目隧道   |         | 2,794 m |
| 池田停車區 - 川之江東系統交流道 | 下川隧道     |         | 875 m   |
| 池田停車區 - 川之江東系統交流道 | 下川川橋     | 780 m   | 763 m   |

#### 隧道數目
| 区間                            | 上行線 | 下行線 |
| ------------------------------- | ------ | ------ |
| 鳴門系統交流道 - 土成交流道     | 0      | 0      |
| 土成交流道 - 阿波停車區         | 6      | 6      |
| 阿波停車區 - 美馬交流道         | 0      | 0      |
| 美馬交流道 - 吉野川服務區       | 1      | 1      |
| 吉野川服務區 - 井川池田交流道   | 0      | 0      |
| 井川池田交流道 - 池田停車區     | 3      |        |
| 池田停車區 - 川之江東系統交流道 | 2      | 2      |
| 合計                            | 12     | 12     |

- 全線現為暫定2車線的對面通行方式，因此上下線合計為1座隧道。

### 道路管理者
- 西日本高速公路股份有限公司四國分公司（日语：西日本高速道路四国支社）
  - 德島管理事務所 : 鳴門系統交流道 - 井川池田交流道
  - 香川管理事務所 : 井川池田交流道 - 川之江東系統交流道

#### 公路廣播
- 太刀野（美馬交流道 - 吉野川服務區）

### 交通量
24小時交通量（台）　道路交通調查
| 区間                                | 平成17（2005）年度 | 平成22（2010）年度 | 平成27（2015）年度 |
| ----------------------------------- | ------------------ | ------------------ | ------------------ |
| 鳴門系統交流道 - 松茂停車區         | 調査當時尚未通車   | 調査當時尚未通車   | 5,707              |
| 松茂停車區 - 德島交流道             | 調査當時尚未通車   | 調査當時尚未通車   | 5,259              |
| 德島交流道 - 藍住交流道             | 5,502              | 5,710              | 7,057              |
| 藍住交流道 - 土成交流道             | 7,901              | 8,382              | 9,207              |
| 土成交流道 - 脇町交流道             | 7,863              | 8,475              | 9,119              |
| 脇町交流道 - 美馬交流道             | 6,731              | 7,413              | 8,178              |
| 美馬交流道 - 吉野川服務區           | 5,696              | 6,368              | 7,118              |
| 吉野川服務區 - 井川池田交流道       | 5,617              | 6,183              | 6,905              |
| 井川池田交流道 - 川之江東系統交流道 | 4,905              | 5,518              | 6,283              |

（來元：「平成22年度道路交通調查 （页面存档备份，存于）」・「平成27年度全国道路・街路交通情勢調査 （页面存档备份，存于）」（自國土交通省網頁摘取資料作成）
2010年度的調査時，全線平均交通量為6,864台。交通量最大的区間為藍住交流道 - 脇町交流道間，超過8,000台。與2005年的調査相比較，全線的交通量皆有增加但是不超過1.0，所以全線幾乎沒有交通堵塞的問題。另外，受到暫定2車道的影響，全線速限為70 km/h，但是實際旅行速度在白天的12小時於全区間內皆超過70 km/h，最大來到81 km/h。

## 地理

### 通過自治體
- 德島縣
  - 鳴門市 - 板野郡松茂町 - 板野郡北島町 - 德島市 - 板野郡藍住町 - 板野郡板野町 - 板野郡上板町 - 阿波市 - 美馬市 - 三好市 - 三好郡東三好町 - 三好市
- 愛媛縣
  - 四國中央市

### 連接高速公路
- E11 高松自動車道（於鳴門系統交流道連接 [10]）
- E55 四國橫斷自動車道（日语：四国横断自動車道）（於德島系統交流道（日语：徳島ジャンクション）連接：事業中[11]）
- E32 高知自動車道（於川之江東系統交流道連接）

### 來源
1. ↑  . 国土交通省.   [2017年2月26日]. （原始内容存档于2017年2月27日）.
2. ↑  . 西日本高速道路株式会社. 2013-05-23  [2018-03-13]. （原始内容存档于2021-03-20）.
3. ↑   (PDF). 国土交通省道路局. 2019-09-27  [2019-09-27]. （原始内容 (PDF)存档于2019-09-27）.
4. 1 2  . 国土交通省 四国地方整備局.   [2018-03-14]. （原始内容存档于2022-01-04）.
5. ↑  . レスポンス. 株式会社イード. 1999-12-17  [2018-03-15]. （原始内容存档于2016-04-23）.
6. ↑   (PDF). 西日本高速道路株式会社: 1.   [2018-03-15]. （原始内容存档 (PDF)于2022-01-10）.
7. ↑  . 西日本高速道路株式会社. 2015-01-27  [2018-03-15]. （原始内容存档于2021-03-20）.
8. 1 2 3 4 5 6 7   (PDF). 国土交通省 四国地方整備局 徳島河川国道事務所: 4–5. 2017-03-31  [2018-03-16]. （原始内容存档 (PDF)于2020-09-16）.
9. ↑  . 株式会社 錢高組.   [2018-03-16]. （原始内容存档于2018年3月16日）.
10. ↑  立野将弘(2015年3月15日). “徳島自動車道:鳴門JCT−徳島IC開通 2車線10.9キロ 松茂スマートICも”. 毎日新聞 (毎日新聞社)
11. ↑  植松晃一(2015年3月20日). “特集:徳島自動車道、鳴門JCT−徳島IC間開通 進む高速道ネット整備 久住武司・県道路局長に聞く”. 毎日新聞 (毎日新聞社)

## 相關項目
- 高速自動車國道
- 四國地方道路列表（日语：四国地方の道路一覧）
- 德島線 - 與本路線同樣沿吉野川行走的JR路線，但是未越過境目峠。

## 外部連結
- NEXCO西日本 （页面存档备份，存于）